# Мајстор и Маргарита
„Мајстор и Маргарита“ је роман руског писца Михаила Булгакова. Он је роман писао од 1928. до своје смрти. Сачувано је осам верзија, а коначни наслов му је дат 1938. Роман је први пут објављен у СССР 1966. године. Прво издање романа је било непотпуно и цензурисано. Прва потпуна верзија је објављена у Франкфурту 1969, а у СССР 1973.

## Утицаји на дело
Михаил Булгаков је дуго размишљао које књижевне текстове да узме за узор свог новог романа. Све књиге које је одабрао поделио је у две групе: једна је представљала добро, а друга зло. Основу дела везао је за неколико књига:
- „Нови завет“
- Фарер, „Христов живот“
- Давид Штраус „Критика Христовог живота“
- Анатол Франс, „Јудејски прокуратор“
- Андреј Орлов, „Историја односа човека и ђавола“
- Гогољ, „Мртве душе“
- А. С. Пушкин, „Капетанова кћи“
- Ј. В. Гете, „Фауст“
- Данте Алигијери, „Божанствена комедија“

## Врста романа
Дело представља роман парадигме, јер је изграђен од више слојева. Може се тумачити као психолошки, социолошки, фантастични, сатирични и љубавни роман, али и роман-парабола.

## Тема
Судбина човека у тоталитарним режимима.

## Унутрашња композиција
Тематску основу романа „Мајстор и Маргарита“ чини прича о Мајстору, писцу који је написао роман о Понтију Пилату и суђењу Христу. Мајсторов роман критика је оценила као безвредан и штетан и пре самог објављивања. Радња романа „Мајстор и Маргарита“ започиње доласком професора Воланда сатане како би организовао годишњи бал демона у Москви.
Роман „Мајстор и Маргарита“ је структурисан као роман у роману. Композиција романа се заснива на паралелизму двеју основних фабуларних линија, једне која прати догађаје у Јудеји тридесетих година н. е, и друге која прати догађаје у Москви тридесетих година 20. века.
Роман је тешко класификовати. Он је и парабола, и сатира, и роман идеје, и роман тајне, и роман модерне фантастике и роман демонизма (сатанизма).
Фабуларна линија која прати догађаје у Јудеји заснива се на новозаветној причи о Пилатовој осуди и страдању Исуса Христа. Сва су имена, међутим, измењена, осима имена самог Понтија Пилата. У опису Пилатовог суда и судбине Јешуе примењен је реалистички поступак, а у опису догађаја у Москви техника фантастике. У исто време прича о Москви је и сатира и пародија московске свакодневице, са гротескним демонским ликовима.
Оно што повезује две паралелне приче романа јесте заједничка свакодневица. Свакодневица Пилатове Јудеје и Москве тридесетих година испуњена је страхом, мржњом, апсолутном послушношћу. Сви су изједначени страхом за егзистенцију. То је свакодневица у којој људи изненада нестају, без објашњења.
Роман, поред осталог, упућује и на питање опстанка уметности у репресивном систему. Писци пишу у „духу времена“, хране се у специјалним ресторанима, а не у заједничким мензама, најоданији летују у луксузним државним вилама, добијају стваралачка путовања и одморе, да пишу о тековинама револуције, о новом човеку, о новом добу. А Воланд посматра људе у московском Варијетеу и примећује да се људи нису променили.

## Пилатовштина
Критичари Мајсторовог романа о Пилату осуђују писца због „пилатовштине“. Пилат је прокуратор Јудеје, владар апсолутне моћи који осуђује невиног човека. Због тога он се каје и сумња у исправност своје одлуке. Та сумња означена је као „пилатовштина“. Власт не греши. Не сумња се у њену одлуку. У време када је роман „Мајстор и Маргарита“ настајао, људи су свакодневно нестајали. Ни једног тренутка не сме се довести у питање да ли је власт можда погрешила и осудила макар једног невиног човека. Нико не сме да доведе у сумњу исправност пресуда и одлуке апсолутне власти која осуђује људе на смрт. Јешуа је осуђен јер је проповедао да је свака власт насиље над народом и да ће доћи доба кад неће бити власти ни цезарове нити било које друге. Човек ће прећи у царство истине и правичности где неће бити потребна никаква власт. Јешуа је довео у питање власт цезара Тиберија и због тога је настрадао. Пилат је посумњао у исправност своје одлуке. Одлука власти је доведена у питање. Можда власт греши и осуђује невине људе на смрт. Због такве сумње у власт, у исправност њених одлука, да можда осуђује невине људе, Мајсторов роман је осуђен као израз пилатовштине и штетан. Ни најмања сумња у власт и исправност њених одлука не сме да постоји. Зато је роман о Пилату и пилатовштина штетна, и зато је роман „Мајстор и Маргарита“, необјављен за живота писца, а касније цензурисан. Брисани су они делови романа који указују да је у Москви владала атмосфера опште несигурности, друштво у коме влада поткупљивост, разврат, себичност, доушништво, саможивост.

## Ликови
Ликови фабуларног тока у Москви:
- Иван Николајевич Понирјов, алијас Бездомни,
- Михаил Александрович Берлиоз, председник московског књижевног удружења,
- Желдибин, заменик Берлиоза,
- Степан Богданович, Лиходејев, Стјопа, директор позоришта Варијете,
- Григорије Данилович Римски, финансијски директор Варијетеа,
- Иван Савељич Варенух, администратор Варијета,
- Жорж Бенгалски, конферансије,
- Александар Николејавич Стравински, психијатар,
- Мајстор,
- Маргарита Николајевна,
- Наташа, њена помоћница,

Ликови демони:
- Воланд, сатана,
- Коровјов/Фагот,
- Азазело,
- Бехемот, мачак,
- Хела, Воландова слушкиња

Ликови романа у роману „Понтије Пилат“
- Понтије Пилат, прокуратор Јудеје,
- Јешуа Ха-Ноцри, из Гамале,
- Дисмас, разбојник
- Хестас, разбојник,
- Вар-Раван, разбојник,
- Јосиф Каифа, првосвештеник јудејски, председник Синедриона,
- Леви Матеј,
- Афраније, начелник тајне службе у Јудеји,
- Јуда из Кириата.

## Понтије Пилат - роман у роману
Понтије Пилат, роман у роману има 4 поглавља:
- Понтије Пилат,
- Погубљење,
- Како је прокуратор покушао да спасе Јуду из Кириата,
- Сахрана.

## Идеја
- Светом владају два принципа - један је заснован на Јешуи, други на Воланду.
- Уметник се налази између историје, свакодневнице и стваралаштва.
- „Свака власт је насиље над другима.“
- „Онај ко воли, треба да дели судбину оног кога воли.“